# Leptostylus notaticollis
Leptostylus notaticollis là một loài bọ cánh cứng trong họ Cerambycidae.